# 登波士球

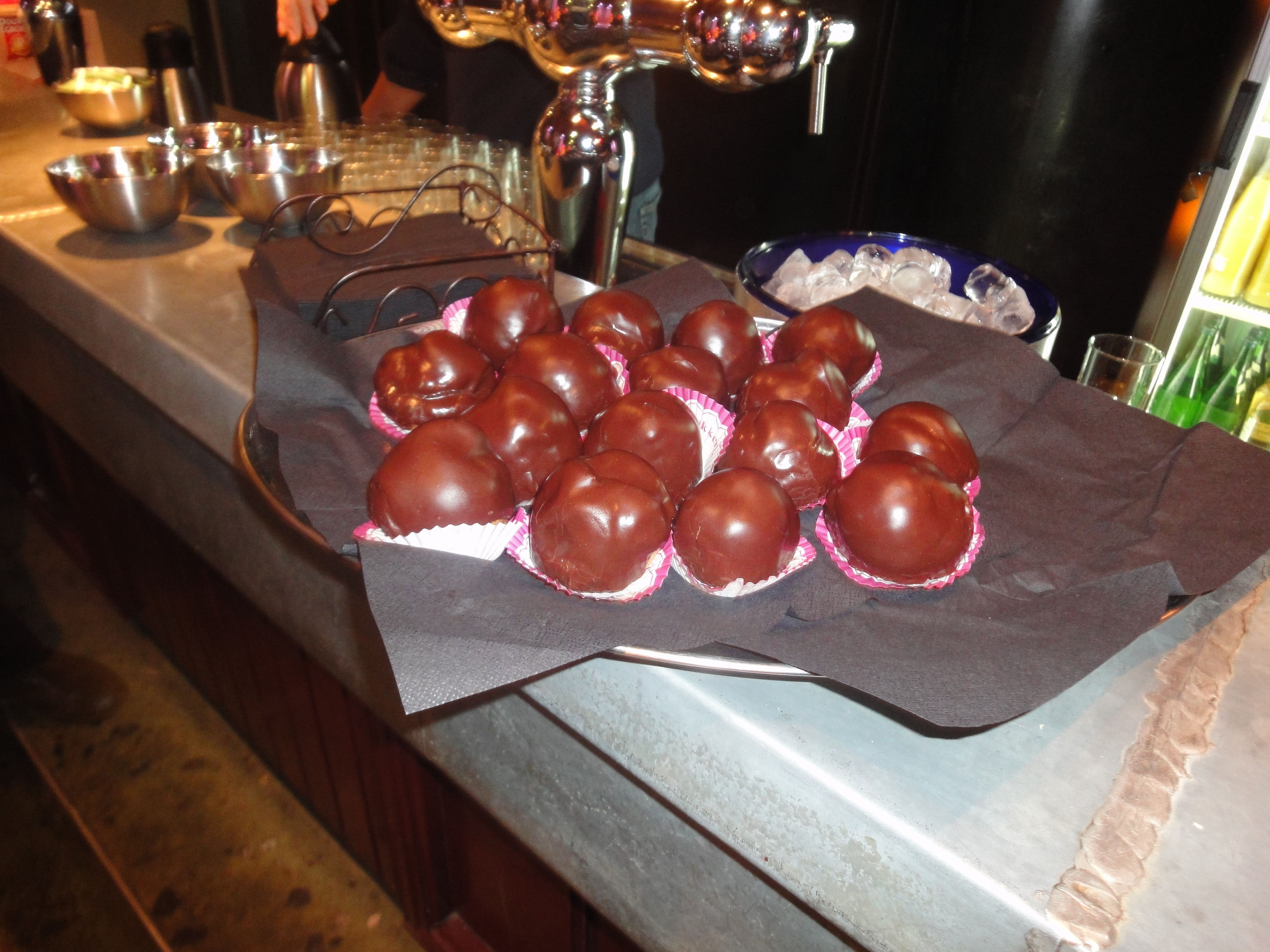
登波士球

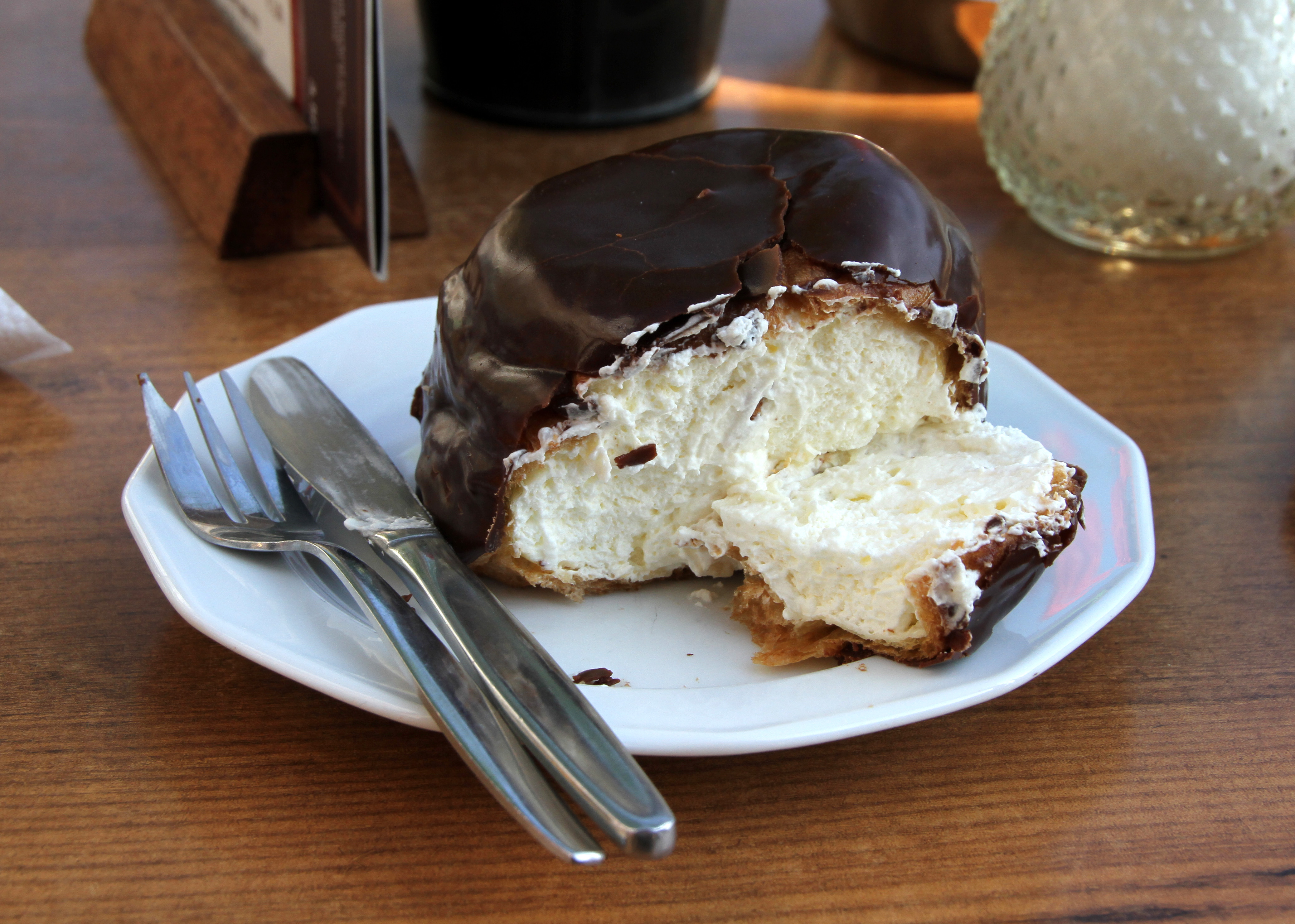
切開的登波士球

登波士球（荷蘭語：Bossche bol，荷蘭語發音：[ˌbɔsə ˈbɔl]）是發源自荷蘭斯海爾托亨博斯的一種糕點。其荷蘭語名稱即為“來自登波士（斯海爾托亨博斯別稱）的球”。登波士球為一種泡芙，直徑約12公分，裡面充滿了生奶油，外層通常覆蓋有巧克力
。